# Rio Novo (vattendrag i Brasilien, Minas Gerais, lat -21,38, long -42,73)
Rio Novo är ett vattendrag i Brasilien.   Det ligger i delstaten Minas Gerais, i den sydöstra delen av landet, 800 km sydost om huvudstaden Brasília.
Omgivningarna runt Rio Novo är huvudsakligen savann. Runt Rio Novo är det ganska tätbefolkat, med 222 invånare per kvadratkilometer.